# Calum Chambers
Calum Chambers (Petersfield, 20 gennaio 1995) è un calciatore inglese, difensore del Cardiff City.

## Caratteristiche tecniche
Di ruolo difensore centrale, è abile negli intercetti e può giocare anche da centrocampista. Si distingue anche per la qualità dei suoi passaggi.

## Carriera

### Club

#### Southampton
Cresciuto nelle giovanili del Southampton, debutta con la maglia dei Saints il 28 agosto 2012, nella vittoria per 4-1 contro lo Stevenage nel secondo turno di League Cup. Il 17 agosto 2013 gioca la sua prima partita di Premier League, nella vittoria per 1-0 sul campo del West Bromwich Albion. Fa il suo esordio al St Mary una settimana più tardi, nel pareggio per 1-1 contro il Sunderland. Conclude la sua stagione con 21 presenze all'attivo.

#### Arsenal e prestiti a Middlesbrough e Fulham
Il 28 luglio 2014 viene acquistato dall'Arsenal per circa 20 milioni di euro. Il 10 agosto 2014 fa il suo debutto ufficiale con la maglia dei gunners contro il Manchester City conquistando il suo primo trofeo, il Community Shield. Il 1º novembre 2014 realizza la sua prima rete per il club londinese nel successo per 3-0 contro il Burnley. Le buone prestazioni della prima parte della stagione gli valgono il posto da titolare e la nomination per l'European Golden Boy. Nella seconda parte della stagione vede però ridursi le proprie presenze a favore dell'emergente Héctor Bellerín.
Inizia la stagione 2016-2017 giocando da titolare la prima partita di campionato contro il Liverpool (persa 3-4), segnando pure un gol. Ciononostante, il 30 agosto 2016, passa in prestito al Middlesbrough, squadra neopromossa in Premier League.
Al termine della stagione, culminata con la retrocessione dei biancorossi, non viene riscattato dal club e fa ritorno all'Arsenal.
Con i gunners disputa tutta la stagione 2017-2018, trovando poco spazio; tuttavia, a fine anno, prolunga il proprio contratto con il club.
Il 7 agosto 2018 viene ceduto in prestito al Fulham. Nonostante non riesca a evitare la retrocessione dei biancorossoneri, a livello individuale disputa una buona stagione, venendo pure eletto miglior calciatore dell'anno del club.
Non riscattato dai cottagers, fa ritorno all'Arsenal, con cui milita per tre anni e mezzo senza trovare molto spazio anche a causa di un infortunio al crociato.

#### Aston Villa
Il 27 gennaio 2022 viene acquistato dall'Aston Villa.
Il 12 luglio 2024 si svincola dall'Aston Villa, dopo due stagioni e mezzo nei villains.

### Nazionale
Esordisce con la nazionale maggiore il 3 settembre 2014, nella partita amichevole vinta per 1-0 contro la Norvegia.

## Statistiche

### Presenze e reti nei club
Statistiche aggiornate al 12 luglio 2024.
| Stagione           | Squadra            | Campionato         | Campionato | Campionato | Coppe nazionali | Coppe nazionali | Coppe nazionali | Coppe continentali | Coppe continentali | Coppe continentali | Altre coppe | Altre coppe | Altre coppe | Totale | Totale |
| Stagione           | Squadra            | Comp               | Pres       | Reti       | Comp            | Pres            | Reti            | Comp               | Pres               | Reti               | Comp        | Pres        | Reti        | Pres   | Reti   |
| ------------------ | ------------------ | ------------------ | ---------- | ---------- | --------------- | --------------- | --------------- | ------------------ | ------------------ | ------------------ | ----------- | ----------- | ----------- | ------ | ------ |
| 2012-2013          | Southampton        | PL                 | 0          | 0          | FACup+CdL       | 0+1             | 0               | -                  | -                  | -                  | -           | -           | -           | 1      | 0      |
| 2013-2014          | Southampton        | PL                 | 22         | 0          | FACup+CdL       | 0+2             | 0               | -                  | -                  | -                  | -           | -           | -           | 24     | 0      |
| Totale Southampton | Totale Southampton | Totale Southampton | 22         | 0          |                 | 3               | 0               |                    | -                  | -                  |             | -           | -           | 25     | 0      |
| 2014-2015          | Arsenal            | PL                 | 23         | 1          | FACup+CdL       | 4+1             | 0               | UCL                | 2+5                | 0                  | CS          | 1           | 0           | 36     | 1      |
| 2015-2016          | Arsenal            | PL                 | 12         | 0          | FACup+CdL       | 5+2             | 1+0             | UCL                | 3                  | 0                  | CS          | 0           | 0           | 22     | 1      |
| ago. 2016          | Arsenal            | PL                 | 1          | 1          | FACup+CdL       | -               | -               | UCL                | -                  | -                  | -           | -           | -           | 1      | 1      |
| 2016-2017          | Middlesbrough      | PL                 | 24         | 1          | FACup+CdL       | 2+0             | 0               | -                  | -                  | -                  | -           | -           | -           | 26     | 1      |
| 2017-2018          | Arsenal            | PL                 | 12         | 0          | FACup+CdL       | 0+4             | 0               | UEL                | 8                  | 0                  | -           | -           | -           | 24     | 0      |
| 2018-2019          | Fulham             | PL                 | 31         | 2          | FACup+CdL       | 1+1             | 0               | -                  | -                  | -                  | -           | -           | -           | 33     | 2      |
| 2019-2020          | Arsenal            | PL                 | 14         | 1          | FACup+CdL       | 0+1             | 0               | UEL                | 3                  | 0                  | -           | -           | -           | 18     | 1      |
| 2020-2021          | Arsenal            | PL                 | 10         | 0          | FACup+CdL       | 0+0             | 0+0             | UEL                | 6                  | 0                  | CS          | 0           | 0           | 16     | 0      |
| 2021-gen. 2022     | Arsenal            | PL                 | 2          | 0          | FACup+CdL       | 0+3             | 0+1             | -                  | -                  | -                  | -           | -           | -           | 5      | 1      |
| Totale Arsenal     | Totale Arsenal     | Totale Arsenal     | 74         | 3          |                 | 20              | 2               |                    | 27                 | 0                  |             | 1           | 0           | 122    | 5      |
| gen.-giu. 2022     | Aston Villa        | PL                 | 11         | 1          | FACup+CdL       | 0               | 0               | -                  | -                  | -                  | -           | -           | -           | 11     | 1      |
| 2022-2023          | Aston Villa        | PL                 | 14         | 0          | FACup+CdL       | 1+2             | 0               | -                  | -                  | -                  | -           | -           | -           | 17     | 0      |
| 2023-2024          | Aston Villa        | PL                 | 5          | 0          | FACup+CdL       | 0+0             | 0               | UECL               | 3                  | 0                  | -           | -           | -           | 8      | 0      |
| Totale Aston Villa | Totale Aston Villa | Totale Aston Villa | 30         | 1          |                 | 3               | 0               |                    | 3                  | 0                  |             | -           | -           | 36     | 1      |
| 2024-2025          | Cardiff City       | FLC                | 41         | 2          | FACup+CdL       | 1+0             | 0               | -                  | -                  | -                  | -           | -           | -           | 42     | 2      |
| Totale carriera    | Totale carriera    | Totale carriera    | 222        | 9          |                 | 31              | 2               |                    | 30                 | 0                  |             | 1           | 0           | 284    | 11     |

### Cronologia presenze e reti in nazionale
| Cronologia completa delle presenze e delle reti in nazionale ― Inghilterra | Cronologia completa delle presenze e delle reti in nazionale ― Inghilterra | Cronologia completa delle presenze e delle reti in nazionale ― Inghilterra | Cronologia completa delle presenze e delle reti in nazionale ― Inghilterra | Cronologia completa delle presenze e delle reti in nazionale ― Inghilterra | Cronologia completa delle presenze e delle reti in nazionale ― Inghilterra | Cronologia completa delle presenze e delle reti in nazionale ― Inghilterra | Cronologia completa delle presenze e delle reti in nazionale ― Inghilterra |
| Data                                                                       | Città                                                                      | In casa                                                                    | Risultato                                                                  | Ospiti                                                                     | Competizione                                                               | Reti                                                                       | Note                                                                       |
| -------------------------------------------------------------------------- | -------------------------------------------------------------------------- | -------------------------------------------------------------------------- | -------------------------------------------------------------------------- | -------------------------------------------------------------------------- | -------------------------------------------------------------------------- | -------------------------------------------------------------------------- | -------------------------------------------------------------------------- |
| 3-9-2014                                                                   | Londra                                                                     | Inghilterra                                                                | 0 – 1                                                                      | Norvegia                                                                   | Amichevole                                                                 | -                                                                          |                                                                            |
| 9-10-2014                                                                  | Donec'k                                                                    | Inghilterra                                                                | 5 – 0                                                                      | San Marino                                                                 | Qual. Euro 2016                                                            | -                                                                          |                                                                            |
| 12-10-2014                                                                 | Tallinn                                                                    | Estonia                                                                    | 0 – 1                                                                      | Inghilterra                                                                | Qual. Euro 2016                                                            | -                                                                          |                                                                            |
| Totale                                                                     |                                                                            | Presenze                                                                   | 3                                                                          |                                                                            | Reti                                                                       | 0                                                                          |                                                                            |

## Palmarès

### Club

#### Competizioni nazionali
- Community Shield: 3

Arsenal: 2014, 2015, 2020
- Coppa d'Inghilterra: 2

Arsenal: 2014-2015, 2019-2020

### Nazionale
- Torneo di Tolone: 1

2016